# Mycalesis evansii
Mycalesis evansii är en fjärilsart som beskrevs av Robert Christopher Tytler 1914. Mycalesis evansii ingår i släktet Mycalesis och familjen praktfjärilar. Inga underarter finns listade i Catalogue of Life.